# زيادآباد (مقاطعة فسا)
زيادآباد (بالفارسية: زیادآباد) هي قرية تقع في Jangal Rural District في إيران. يقدر عدد سكانها بـ 60 نسمة بحسب إحصاء 2016.